# Niten Ichi Ryu
Hyoho Niten Ichi Ryu es el koryu o antigua escuela de kenjutsu creada por Miyamoto Musashi (1584-1645), bastante popularizado y romantizado a través de libros y películas.

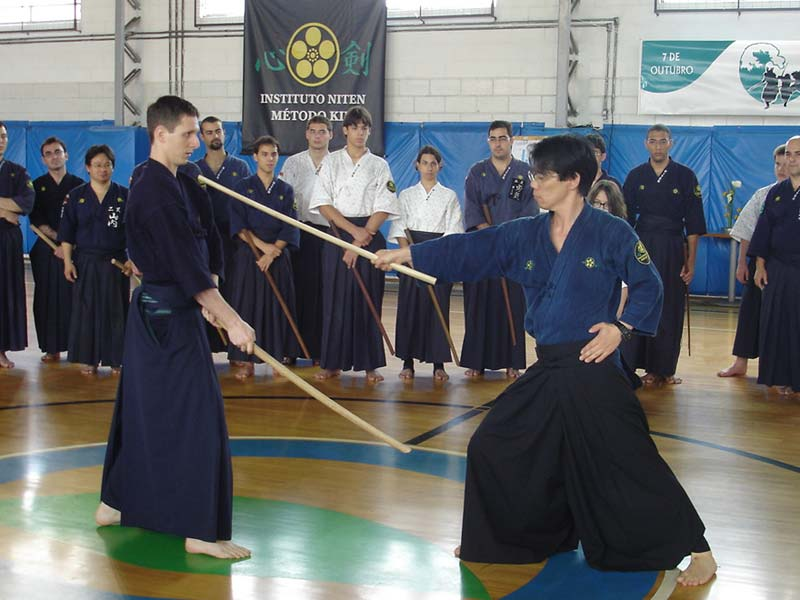
Kata del Niten ichi Ryu creada por Miyamoto Musashi.

Aunque no se pueda constatar seguramente, se cree que el estilo creado por Musashi haya sufrido varias influencias, incluyéndose el estilo creado por su padre, Shinmen Munisai Hirata, llamado de Tori Ryu. Este estilo utilizaba un arma llamada jitte, pero, con modificaciones propias al estilo. Sin embargo, no es posible averiguar con certeza si existe esta conexión, porque este estilo fue extinto pocas generaciones después de Munisai.
Cuando era joven, Musashi creó otro estilo llamado Enmei Ryu, con la base de lo que futuramente sería su estilo definitivo, el Niten Ichi Ryu. Este estilo, practicado hasta nuestros días, fue creado en los últimos años de vida de Musashi y, representa la totalidad de las enseñanzas del fundador. Varias personas practicaron el estilo, pero se considera que el linaje se pasó en su totalidad a tres personas: Terao Magonojô, Terao Kyumanosuke y Furuhashi Sôzaemon.
Con el paso del tiempo surgieron ramificaciones denominadas linajes. El linaje oficial del estilo es considerado aquel heredado por Santo Hikozaemon, que mantuvo vivo e inalterado el linaje de Terao Kyumanosuke.

## El Hyoho Niten Ichi Ryu hoy
En la actualidad existen varias líneas de sucesión. Las dos líneas principales parten de Aoki Kikuo sensei, que nombra 9.º Soke a dos alumnos aventajados para que representen la escuela, Kiyonaga Tadanao Masami y Miyagawa Yasutaka. 
La línea de Hyoho Niten Ichi Ryu transmitida a través de Kiyonaga Tadanao está representada actualmente por tres maestros distintos: Ishii Toyozumi (13° sucesor), Kajiya Takanori (12° sucesor) y Chin Kin (11° sucesor). 
En 2003 el 10° Soke, Imai Massayuke, decidió tener tres sucesores de 11.ª generación. Fueron elegidos Kiyonaga Fumiya (hijo de Kiyonaga Tadanao), Chin Kin (de Taiwán, discípulo del 8° Soke Aoki Kikuo) e Iwami Toshio (discípulo del propio Imai Masayuke), lo que supuso la subdivisión en tres líneas.
En 2004, tras el fallecimiento de Kiyonaga Fumiya, Yoshimoti Kiyoshi fue designado como su sucesor y 12° soke. El maestro Yoshimoti es hijo del Shihan de la novena generación, Gosho Motoharu. Yoshimoti sensei falleció en el mes de enero del 2020, dejando como sucesor al sensei Ishii Toyozumi como 13° de esa línea.
Iwami Toshio nombró a Kajiya Takanori como su sucesor y 12° soke de la escuela durante la ceremonia del Soden-shiki el 24 de noviembre de 2013 a las 11, delante de la estela Seishin-chokudo, en el jardín japonés del Castillo de Korura. Iwami soke dio un certificado de Menkyo-Kaiden y el bokuto « Jisso-Enman » a Kajiya Takanori sensei, como símbolo de la transmisión del título y de la función de soke.
La línea transmitida a través de Miyagawa Yasutaka, principalmente practicada en la región de Kansai, está representada en la actualidad por Miyagawa Morito sensei como 10.º soke.

## Linaje de sucesión
1. Shinmen Miyamoto Musashi-No-Kami Fujiwara no Genshin
2. Terao Kyumanosuke Nobuyuki
3. Terao Goemon Katsuyuki
4. Yoshida Josetsu Masahiro
5. Santo Hikozaemon Kyohide
6. Santo Hanbe Kiyoaki
7. Santo Shinjuro Kiyotake
8. Aoki Kikuo Hisakatsu
9. Kiyonaga Tadanao Masami / Miyagawa Yasutaka
10. Imai Masayuki Nobukatsu (sucesor de Kiyonaga Tadanao Masami) / Miyagawa Morito (actual, sucesor de Miyagawa Yasutaka)
11. Kiyonaga Fumiya / Iwami Toshio / Chin Kin (actual, Taiwán)
12. Yoshimoti Kiyoshi (sucesor de Kiyonaga Fumiya) / Kajiya Takanori (actual, sucesor de Iwami Toshio)
13. Ishii Toyozumi (actual, sucesor de Yoshimoti Kiyoshi)

## Currículo del Estilo

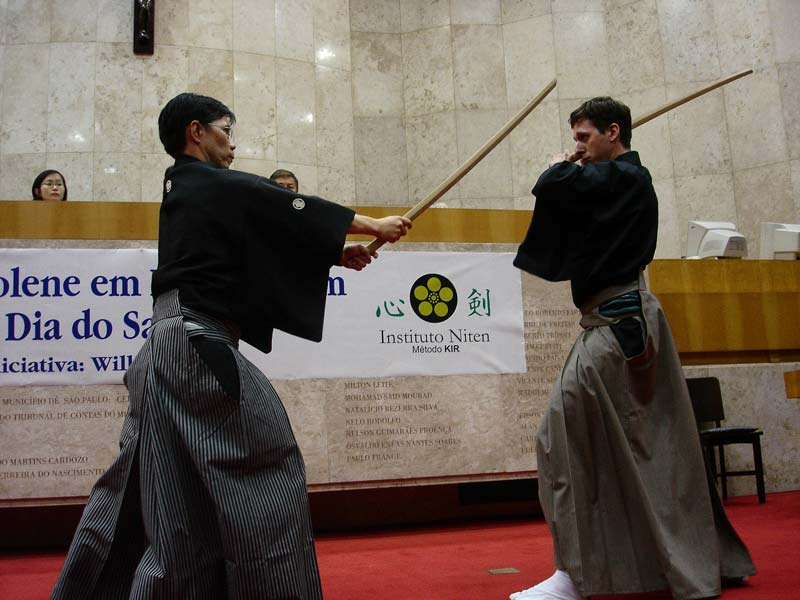
Tachi Seiho: 12 Katas con espada larga

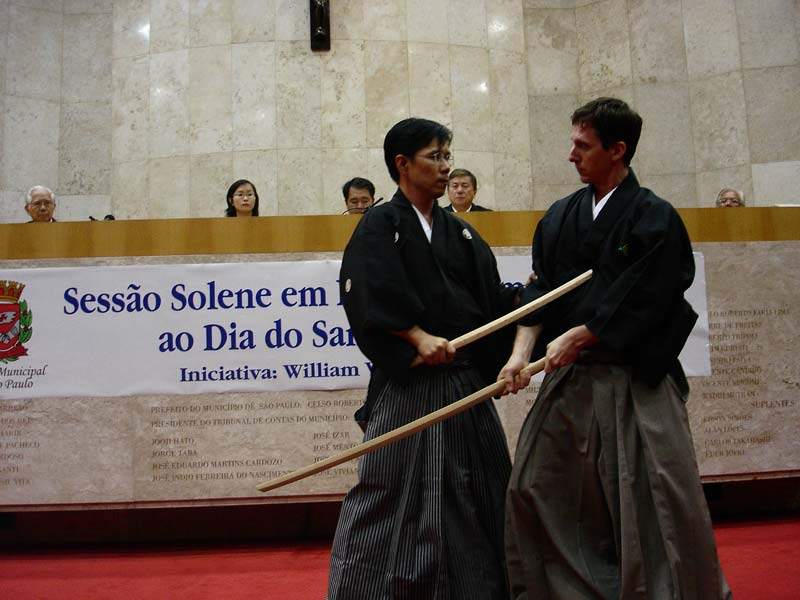
Kodachi Seiho: 7 Katas con espada corta

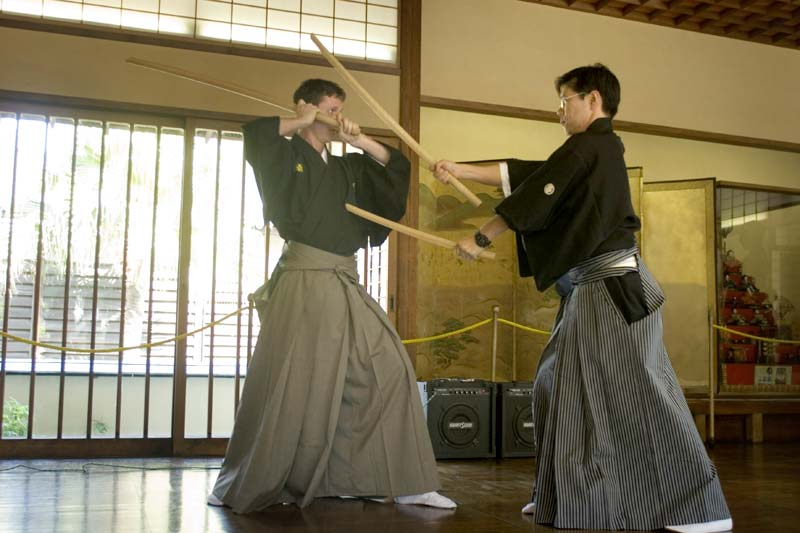
Nito Seiho: 5 Katas con dos espadas

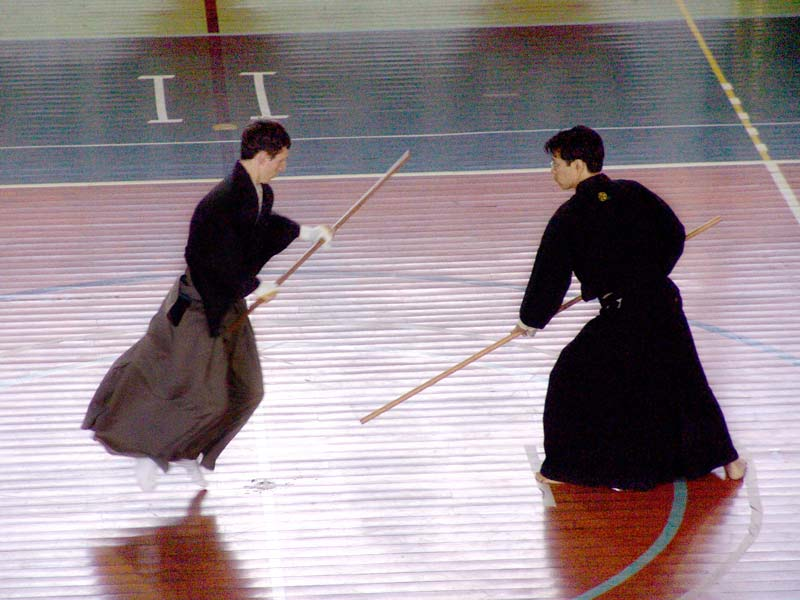
Bojutsu: 20 técnicas con un bastón

Las técnicas, llamadas de seiho, más conocidas del estilo Niten Ichi Ryu, son las técnicas de dos espadas. Sin embargo, el estilo no se fundamenta solamente en la técnica con dos espadas. Posee armas con características propias. Los bokutos, espadas de madera, son diferentes de las usadas en el kendo moderno. Son hechas con base en un bokuto original, hecho por el fundador y existen hasta hoy.
El estilo comprende las siguientes técnicas:
- Tachi Seiho – 12 técnicas con espada larga

-	Sassen

-	Hasso Hidari

-	Hasso Migi

-	Uke Nagashi Hidari

-	Uke Nagashi Migi

-	Moji Gamae

-	Haritsuke

-	Nagashi Uchi

-	Tora Buri

-	Kazuki

-	Aisen Uchidome

-	Amashi Uchi

- Kodachi Seiho – 7 técnicas con espada corta

-	Sassen

-	Chudan

-	Uke Nagashi

-	Moji Gamae

-	Hari Tsuke

-	Nagashi Uchi

-	Aisen

- Nito Seiho – 5 técnicas con dos espadas (Mencionadas en El Libro de Los Cinco Anillos – Go Rin no Sho)

-	Chudan

-	Jodan

-	Gedan

-	Hidari Waki Gamae

-	Migi Waki Gamae

- Bojutsu – 20 técnicas con un bastón largo (Bō), incluyendo técnicas de bastón contra bastón y bastón contra espada.

- Aikuchi roppo - Según Gosho Motoharu Hanshi, esta técnica está constituida por formas libres de Nito usando shinais fukuro, no son katas oficiales (no formalizadas). Sin embargo esta waza no es enseñada por el maestro Musashi, sino que se introduce posteriormente.

- Juttejutsu - 5 técnicas de jutte contra tachi. También según Gosho Motoharu Hanshi, es una contribución moderna y no se practicaba en tiempos del 8.º gran maestro Aoki Kikuo. Las técnicas enseñadas tenían una relación directa y seguían el orden de los grados en el ryu.

Además de esto, existen las enseñanzas Kuden (enseñanza oral), conocidas apenas por los practicantes más avanzados.
Musashi, aunque bien conocido por su técnica de las dos espadas, era un maestro de una serie de otras artes aparte de su habilidad con la espada. Su padre, Munisai, era un experto del jutte (hierro porra) y el tachi (espada antecesora de la katana) y se entiende que se las ha enseñado a Musashi a una edad muy temprana el manejo de estas armas. Él era un estudiante excelente y alcanzó un alto nivel de habilidad por su temprana adolescencia - el momento de su primer duelo.
De Miyamoto Musashi se cree en gran parte que sus habilidades venían de la experiencia en batalla y de combates individuales. Sin embargo, no todas las lecciones de Musashi se aprendieron de sus compañeros o en combate. Shioda Hamanosuke, uno de los estudiantes de Musashi, era un experto en el Bō (bastón) y le mostró todas las técnicas que conocía. Musashi hizo una serie de modificaciones y los incluyó en sus enseñanzas. Se cree que su interés por armas de asta ha comenzado después de su breve duelo con Muso Gonnosuke, el fundador de Shinto Muso Ryu Jojutsu (bastón corto). También se cree que aprendió Shurikenjutsu (hojas arrojadizas) de otro de sus estudiantes con nombre Takemura.

## Graduaciones del Hyoho Niten Ichi Ryu
1-	Shoden: Referente a aquellos que dominan los katas de Tachi.
2-	Chuden: Después de Shoden, referente a aquellos que dominan los katas de Kodachi.
3-	Okuden: Después de Chuden, referente a aquellos que dominan los katas de dos espadas.
4-	Menkyo: Después de Okuden, referente a aquellos que dominan los katas de Bō (bastón largo).
5-	Menkyo kaiden: Referente a los que dominan todos los katas del estilo y poseen una profunda comprensión filosófica del Camino y de las enseñanzas del fundador del estilo o de la escuela (ryû).

## Locales de Práctica

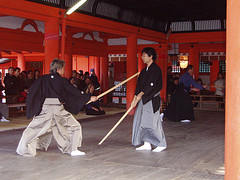
二天一流

En Japón, el estilo se practica predominantemente en la región sudoeste, diseminándose en provincias como Oita, Kumamoto y Shiga.
En Europa el estilo es practicado en España, Francia, Italia, Hungría, República Checa, República Eslovaca, Reino Unido, Alemania, Bélgica, Países Bajos, Rumania, Finlandia y Eslovenia bajo la supervisión del Sensei Kajiya Takanori soke. El representante en Europa del Sensei Miyagawa Morito soke es Nicolás Ibáñez, que imparte sus enseñanzas en España. La linea del Sensei Ishii Toyozumi Soke es practicada en Portugal bajo la supervisión del Shihan Jorge Kishikawa.
En América del Norte el estilo es practicado en Canadá y Estados Unidos bajo la supervisión del Sensei Kajiya Takanori soke. En Estados Unidos también se practica la linea del Sensei Ishii Toyozumi Soke bajo la supervisión del Shihan Jorge Kishikawa. 
En América del Sur el estilo es practicado en Chile bajo la supervisión del Sensei Kajiya Takanori soke.
La línea del Sensei Ishii Toyozumi soke está representada en Brasil, Argentina, Chile, Colombia y Uruguay por el Shihan Jorge Kishikawa 